# Tornon (Òlt i Garona)
Tornon d'Agenés (en francès Tournon-d'Agenais) és un municipi francès situat al departament d'Òlt i Garona i a la regió de la Nova Aquitània.

## Demografia
| 1962                                       | 1968  | 1975  | 1982 | 1990 | 1999 | 2007 |
| ------------------------------------------ | ----- | ----- | ---- | ---- | ---- | ---- |
| 812                                        | 1.006 | 1.020 | 921  | 839  | 751  | 808  |
| Des de 1962: població sense dobles comptes |       |       |      |      |      |      |

## Administració
| Període | Identitat         | Partit        |
| ------- | ----------------- | ------------- |
| 1995-   | Jean-Pierre Lacam | Divers droite |